# Aicardi-Syndrom
Das Aicardi-Syndrom ist eine vermutlich X-chromosomale, dominant vererbte angeborene Fehlbildung mit Veränderungen des Gehirns, der Augen sowie des Rumpfskelettes, der Rippen und der Wirbelsäule. Sie wurde 1969 vom französischen Neurologen Jean Aicardi zum ersten Mal beschrieben und als Trias von Balkenmangel, chorioretinalen Lakunen und BNS-Anfällen (West-Syndrom) definiert. Inzwischen wird auch das Vorliegen zweier dieser Kriterien als Aicardi-Syndrom bezeichnet, wenn weitere krankheitstypische Befunde vorliegen. Die Veränderung des Gehirnes ist durch eine ausgeprägte Corpus-callosum-Agenesie, einer Fehlbildung des Balkens zwischen den Gehirnhälften, meist mit Kolpozephalie, gekennzeichnet. Gutartige Tumoren des Plexus choroideus, sogenannte Plexuspapillome, kommen gehäuft vor. Die Veränderungen des Auges sind hauptsächlich Fehlbildungen der Netzhaut (chorioretinale Lakunen) und Kolobome. Bei den Rumpfskelettveränderungen handelt es sich um Skoliosen, häufig mit Wirbelkörperfehlbildungen (Fusionen, Segmentationsstörungen) und Rippenanomalien.
Die Krankheit zählt mit etwa einem Fall pro 100.000 Geborenen (nahezu ausschließlich bei Mädchen: Gynäkotropie) zu den seltenen Krankheiten. Es liegt vermutlich eine Mutation auf dem X-Chromosom vor, die bei männlichen Feten in der Regel letal ist, da sie nur ein X-Chromosom besitzen. Eine die Krankheit ausreichend erklärende Mutation konnte bis heute allerdings nicht identifiziert werden.
Kinder mit dem Aicardi-Syndrom bleiben in der kognitiven und motorischen Entwicklung meist deutlich zurück. Sie zeigen bereits früh Muskelkrämpfe (Myoklonien) und epileptische Anfälle (etwa West-Syndrom). Die Lebenserwartung gilt als deutlich eingeschränkt. Der Krankheitsverlauf ist allerdings höchst unterschiedlich, es sind auch geistig nur mild oder sogar überhaupt nicht betroffene Kinder bekannt.
Das Aicardi-Goutières-Syndrom ist eine gänzlich andere erbliche Hirnentwicklungsstörung.